# 陳育虹
陳育虹（1952年7月5日—），台灣詩人、翻譯家。生於台灣高雄，成長於台南，曾旅居加拿大溫哥華，現定居於台北。
曾獲瑞典蟬獎、聯合報文學大獎、中國文藝協會文藝獎章等。著有詩集《閃神》、《霞光及其他》等八種，翻譯瑪格麗特·愛特伍詩選《吞火》等五種，另有散文《2010陳育虹：365°斜角》。

## 生平
1972年，陳育虹從文藻女子外國語文專科學校（現今的文藻外語大學）英國語文科畢業。1977年，與嚴長壽結婚。
1996年，陳育虹原先作為「送給父親的禮物」的第一本詩集《關於詩》，在丈夫嚴長壽和詩人張香華的引介之下，於遠流出版社出版。
2014年，受文化部之邀，代表台灣參加尼加拉瓜詩歌節。
2015年，陳育虹應邀出任北京中國人民大學駐校詩人，並參與該校國際寫作中心舉辦、王家新主持之「詩人作為譯者」中外詩人國際研討會，與會者還有瑞士籍詩人伊爾馬·拉庫薩、瑞典诗人約納斯·穆迪格、德國詩人顧彬、羅馬尼亞詩人瑪格達·卡爾聶奇、古巴詩人維克多·羅德里格斯·努涅斯、日本詩人平田俊子、美籍詩人麥芒、英籍詩人杨煉、中國詩人唐曉渡等。
2019年，陳育虹代表台灣參加「巴黎外國文化中心論壇」
。

## 文字風格
陳育虹的詩作題材廣博，包含情愛、社會、抽象概念等，在台灣的女性作家相當罕見。詩作主題上，陳育虹在女性角色和父權社會之間追尋生命的主體性。除了以「人」為對象，也拓展至「物」的書寫，詩作最終的關懷核心是「愛」。
陳育虹筆下的「海洋」具備中西文化為基底的互文特色，透過節奏、象徵將海洋比喻為戀人，隱喻女性情慾的主動與被動。無論是小詩、抒情詩或是敘事詩，陳育虹都展現出鮮明的意象。

陳育虹2004年出版的詩集《索隱》，以「月亮」的意象書寫愛情，翻譯並對話古希臘女詩人莎芙的殘篇。對於整體的風格，《創世紀詩雜誌》曾讚譽：
|  | 她的詩無論文字的密度、通篇結構的縝密，在在值得愛詩人細加品味。 |

而孟樊、楊宗翰的《台灣新詩史》則如此形容陳育虹：
|  | 她的詩作以融鑄中外、結構多樣、語法創新、意識深沉四者見長，佐以對文字音韻及抒情結構的重視，儼然成為台灣當代詩人中的文體家。 |

## 榮譽

### 2004年獲得臺灣詩選年度詩獎
由爾雅出版社創立於1982年的臺灣詩選為每年度的重要文學選集。2004年，由向陽、陳義芝、蕭蕭、焦桐、白靈五位編委合議陳育虹以詩集《索隱》獲得年度詩獎，是該獎創設以來繼李元貞以後，第二位獲獎的女性詩人。

### 2007年獲得文藝獎章
由中國文藝協會每年頒發的「中國文藝協會文藝獎章」文學類文藝獎章，2007年由陳育虹、成英姝、南方朔等人獲得。

### 2008年入選《新詩30家》
九歌出版社在2008年，由李瑞騰擔任召集人進行「台灣文學30年菁英選」的編纂出版，包含詩、散文、小說、評論四種文類的選集。在白靈主編的《新詩30家》，陳育虹和李敏勇、羅青、蘇紹連、零雨、陳義芝、楊澤、陳黎、詹澈、向陽、羅智成等人共同入選，各收錄五首代表作。

### 2017年獲得聯合報文學大獎
由聯合報、聯合報系文化基金會主辦的「聯合報文學大獎」，每年頒發給一位仍在持續創作的台灣作家。2017年，評審團王德威、吳明益、邱貴芬、張小虹、陳雨航、陳義芝、詹宏志決議由陳育虹獲獎，稱其在詩集《閃神》及《之間》都當中「投入了平生的敏感和激情」。陳育虹在得獎感言說「最好的創作年齡是五十歲」，重視音樂性的她認為「文字本身就是音樂的一種」
詩人詹佳鑫指出，陳育虹在「不限文類」的評選機制下出線，除了肯定她過往的創作成果，也重新喚醒了「詩」不同於其他文類的獨特性。。

### 2022年獲得瑞典蟬獎
蟬獎（Cikada Prize）為瑞典主辦之國際重要詩歌獎項，授予以漢語、日語、韓語、越南語四種東亞語言創作的詩人。2022年，蟬獎宣布由陳育虹獲獎，是繼楊牧之後第二個獲得蟬獎的台灣詩人。
瑞典學院的代表陳安娜博士於國立台灣文學館贈獎，並表示：「陳育虹的詩作飽含音樂性與感官性，融合對大自然的敬畏與發現新契機的喜悅，因為具備馬丁森的文學內涵，而獲蟬獎肯定。」陳育虹表示，諾貝爾文學獎得主馬丁森在1953年寫下長詩《阿涅亞拉號》（Aniara），詩中的恐懼在七十年後的現在仍舊困擾著我們：「我們要把這些事情，感受到了、消化了，然後寫下來。」
除了陳育虹，贈獎典禮暨臺灣文學翻譯論壇也邀請李昂、陳思宏等講者對談，探討臺灣文學與世界思潮的互動以及文學外譯的現況。

## 出版著作

### 詩集
- 《關於詩》（遠流出版，1996）
- 《其實，海》（皇冠文化，1999）
- 《河流進你深層靜脈》（寶瓶文化，2002/2022）
- 《索隱》（寶瓶文化，2004）
- 《魅》（寶瓶文化，2007）
- 《之間：陳育虹詩選》（洪範出版，2014）
- 《閃神》（洪範出版，2016）
- 《霞光及其他》（洪範出版，2022）

### 散文
- 《2010陳育虹：365°斜角》（爾雅出版，2011）

### 翻譯
- 卡洛·安·杜菲詩集《癡迷》（寶瓶文化，2010）
- 瑪格麗特·愛特伍詩選《吞火》（寶瓶文化，2015）
- 露伊絲·葛綠珂詩集《野鳶尾》（寶瓶文化，2017）
- 傑克·紀伯特（英语：Jack_Gilbert）詩集《烈火》（寶瓶文化，2018）
- 安·卡森詩集《淺談》（寶瓶文化，2020）

## 外譯著作

### 日文
- 《あなたに告げた》（我告訴過你）（佐藤普美子翻譯，思潮社（日语：思潮社），2011 ISBN 9784783728894）

### 法文
- Je te l' ai déjà dit（我告訴過你）（Marie Laureillard（羅荷雅）翻譯，Les éditions Circé，2018 ISBN 9782842424589）